# بیلی کاتن
بیلی کاتن (انگلیسی: Billy Cotton; ۶ مهٔ ۱۸۹۹ – ۲۵ مارس ۱۹۶۹) موسیقی‌دان، مجری رادیو، خوانندگی اهل بریتانیا بود.
از باشگاه‌هایی که در آن بازی کرده‌است می‌توان به باشگاه فوتبال برنتفورد و باشگاه فوتبال ویمبلدون اشاره کرد.